# Lekkoatletyka na Letnich Igrzyskach Olimpijskich 1960 – bieg na 200 m kobiet
Bieg na 200 metrów kobiet podczas XVII Letnich Igrzysk Olimpijskich w Rzymie rozegrano 3 (eliminacje), 5 (półfinały) i 6 września 1960 (finał) na Stadio Olimpico. Zwyciężczynią została reprezentantka Stanów Zjednoczonych Wilma Rudolph, która na tych igrzyskach zwyciężyła również w biegu na 100 metrów i sztafecie 4 × 100 metrów. W eliminacjach ustanowiła nowy rekord olimpijski z czasem 23,2 s,.

## Rekordy

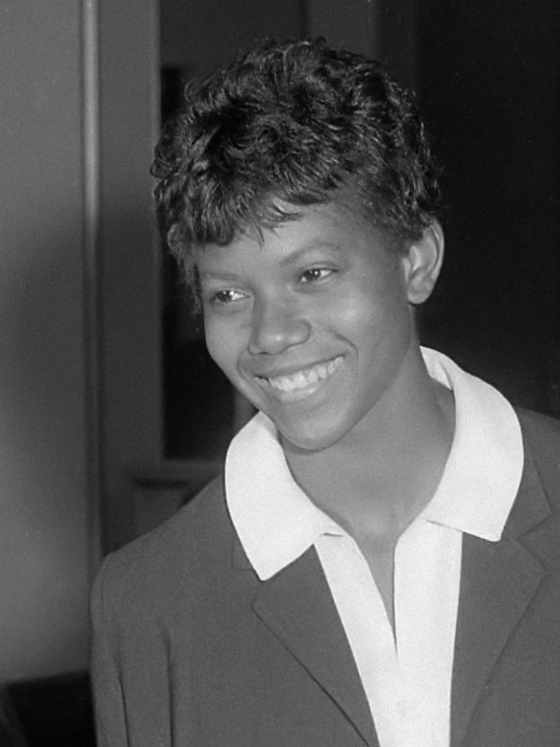
Wilma Rudolph

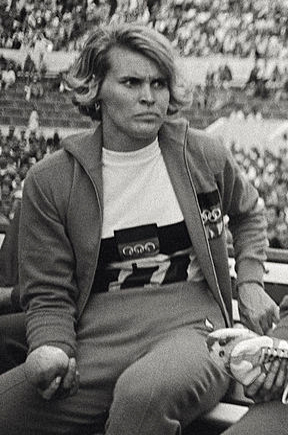
Jutta Heine

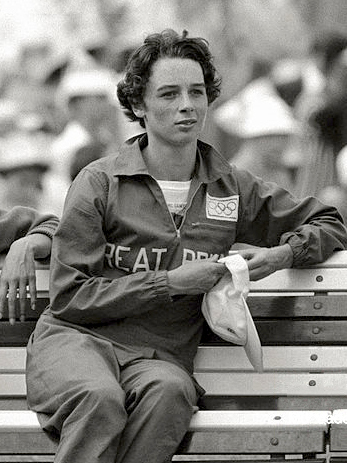
Dorothy Hyman

|                   | Zawodniczka      | Narodowość        | Czas | Data                   | Miejsce        |
| ----------------- | ---------------- | ----------------- | ---- | ---------------------- | -------------- |
| Rekord świata     | Wilma Rudolph    | Stany Zjednoczone | 22,9 | 9 lipca 1960(dts)      | Corpus Christi |
| Rekord olimpijski | Marjorie Jackson | Australia         | 23,4 | 26 lipca 1952(dts)     | Helsinki       |
| Rekord olimpijski | Betty Cuthbert   | Australia         | 23,4 | 30 listopada 1956(dts) | Melbourne      |

## Wyniki
| Poz. - pozycja |
| – rekord świata \| – rekord krajowy \| – rekord życiowy \| = – wyrównany rekord życiowy \| · – najlepszy wynik w sezonie \| = – wyrównany najlepszy wynik w sezonie \| – rekord olimpijski |
| Fn – falstart \| DNF – nie ukończyła \| DNS – nie wystartowała \| DSQ – zdyskwalifikowana                                                                                                  |

### Eliminacje
Rozegrano sześć biegów eliminacyjnych. Do półfinałów awansowały po dwie najlepsze zawodniczki z każdego biegu (Q) oraz dwie z najlepszymi czasami spośród pozostałych (q).

#### Bieg 1
| Poz. | Zawodniczka      | Narodowość        | Rezultat | Uwagi |
| ---- | ---------------- | ----------------- | -------- | ----- |
| 1    | Giuseppina Leone | Włochy            | 23,7     | Q, =  |
| 2    | Lucinda Williams | Stany Zjednoczone | 24,0     | Q     |
| 3    | Hannelore Raepke | Niemcy            | 24,2     |       |
| 4    | Pat Duggan       | Australia         | 24,7     |       |
| –    | Maria Ionescu    | Rumunia           | DNS      |       |
| –    | Sneżana Kerkowa  | Bułgaria          | DNS      |       |

#### Bieg 2
| Poz. | Zawodniczka           | Narodowość      | Rezultat | Uwagi |
| ---- | --------------------- | --------------- | -------- | ----- |
| 1    | Gisela Birkemeyer     | Niemcy          | 24,2     | Q     |
| 2    | Catherine Capdevielle | Francja         | 24,3     | Q     |
| 3    | Ulla-Britt Wieslander | Szwecja         | 24,6     |       |
| 4    | Jean Hiscock          | Wielka Brytania | 24,7     |       |
| 5    | Ilana Karaszyk        | Izrael          | 26,5     |       |
| –    | Jean Holmes           | Panama          | DNS      |       |

#### Bieg 3
| Poz. | Zawodniczka          | Narodowość     | Rezultat | Uwagi |
| ---- | -------------------- | -------------- | -------- | ----- |
| 1    | Jutta Heine          | Niemcy         | 23,9     | Q     |
| 2    | Norma Croker-Fleming | Australia      | 24,2     | Q     |
| 3    | Alena Stolzová       | Czechosłowacja | 24,7     | =     |
| 4    | Ludmiła Ignatjewa    | ZSRR           | 24,7     |       |
| 5    | Valerie Morgan       | Nowa Zelandia  | 25,2     |       |
| –    | Stephie D’Souza      | Indie          | DNS      |       |

#### Bieg 4
| Poz. | Zawodniczka         | Narodowość | Rezultat | Uwagi |
| ---- | ------------------- | ---------- | -------- | ----- |
| 1    | Barbara Janiszewska | Polska     | 23,9     | Q     |
| 2    | Marija Itkina       | ZSRR       | 24,0     | Q     |
| 3    | Antónia Munkácsi    | Węgry      | 24,4     |       |
| 4    | Mona Sulaiman       | Filipiny   | 25,6     |       |
| –    | Christiana Boateng  | Ghana      | DNS      |       |
| –    | Carlota Gooden      | Panama     | DNS      |       |

#### Bieg 5
| Poz. | Zawodniczka        | Narodowość        | Rezultat | Uwagi |
| ---- | ------------------ | ----------------- | -------- | ----- |
| 1    | Dorothy Hyman      | Wielka Brytania   | 23,7     | Q,    |
| 2    | Celina Jesionowska | Polska            | 24,3     | Q     |
| 3    | Eleanor Haslam     | Kanada            | 24,5     |       |
| 4    | Ernestine Pollards | Stany Zjednoczone | 24,5     |       |
| 5    | Olga Šikovec       | Jugosławia        | 24,8     |       |
| –    | Betty Cuthbert     | Australia         | DNS      |       |

#### Bieg 6
| Poz. | Zawodniczka         | Narodowość        | Rezultat | Uwagi |
| ---- | ------------------- | ----------------- | -------- | ----- |
| 1    | Wilma Rudolph       | Stany Zjednoczone | 23,2     | Q,    |
| 2    | Wałentyna Masłowska | ZSRR              | 24,0     | Q     |
| 3    | Jenny Smart         | Wielka Brytania   | 24,0     | q     |
| 4    | Halina Richter      | Polska            | 24,2     | q     |
| 5    | Maeve Kyle          | Irlandia          | 24,9     |       |
| 6    | Erzsébet Heldt      | Węgry             | 25,4     |       |

### Półfinały
Rozegrano dwa biegi półfinałowe. Do finału awansowały po trzy najlepsze zawodniczki z każdego biegu (Q).

#### Bieg 1
| Poz. | Zawodniczka           | Narodowość        | Rezultat | Uwagi |
| ---- | --------------------- | ----------------- | -------- | ----- |
| 1    | Wilma Rudolph         | Stany Zjednoczone | 23,7     | Q     |
| 2    | Jutta Heine           | Niemcy            | 24,0     | Q     |
| 3    | Barbara Janiszewska   | Polska            | 24,2     | Q     |
| 4    | Norma Croker-Fleming  | Australia         | 24,3     |       |
| 5    | Jenny Smart           | Wielka Brytania   | 24,6     |       |
| 6    | Wałentyna Masłowska   | ZSRR              | 24,6     |       |
| 7    | Catherine Capdevielle | Francja           | 24,9     |       |

#### Bieg 2
| Poz. | Zawodniczka        | Narodowość        | Rezultat | Uwagi |
| ---- | ------------------ | ----------------- | -------- | ----- |
| 1    | Giuseppina Leone   | Włochy            | 24,5     | Q     |
| 2    | Dorothy Hyman      | Wielka Brytania   | 24,6     | Q     |
| 3    | Marija Itkina      | ZSRR              | 24,6     | Q     |
| 4    | Gisela Birkemeyer  | Niemcy            | 24,9     |       |
| 5    | Lucinda Williams   | Stany Zjednoczone | 25,0     |       |
| 6    | Celina Jesionowska | Polska            | 25,3     |       |
| –    | Halina Richter     | Polska            | DNS      |       |

### Finał
| Poz. | Zawodniczka         | Narodowość        | Rezultat | Uwagi |
| ---- | ------------------- | ----------------- | -------- | ----- |
| 1    | Wilma Rudolph       | Stany Zjednoczone | 24,0     |       |
| 2    | Jutta Heine         | Niemcy            | 24,4     |       |
| 3    | Dorothy Hyman       | Wielka Brytania   | 24,7     |       |
| 4    | Marija Itkina       | ZSRR              | 24,7     |       |
| 5    | Barbara Janiszewska | Polska            | 24,8     |       |
| 6    | Giuseppina Leone    | Włochy            | 24,9     |       |